# Placerville (Idaho)
Placerville es una ciudad ubicada en el condado de Boise en el estado estadounidense de Idaho. En el Censo de 2010 tenía una población de 53 habitantes y una densidad poblacional de 20,26 personas por km².

## Geografía
Placerville se encuentra ubicada en las coordenadas 43°56′35″N 115°56′44″O / 43.94306, -115.94556. Según la Oficina del Censo de los Estados Unidos, Placerville tiene una superficie total de 2.62 km², de la cual 2.62 km² corresponden a tierra firme y (0%) 0 km² es agua.

## Demografía
Según el censo de 2010, había 53 personas residiendo en Placerville. La densidad de población era de 20,26 hab./km². De los 53 habitantes, Placerville estaba compuesto por el 96.23% blancos, el 0% eran afroamericanos, el 0% eran amerindios, el 0% eran asiáticos, el 0% eran isleños del Pacífico, el 0% eran de otras razas y el 3.77% pertenecían a dos o más razas. Del total de la población el 3.77% eran hispanos o latinos de cualquier raza.